# Ванеев, Владимир Григорьевич
Владимир Григорьевич Ванеев (6 августа 1896, Щипичевщина, Вятская губерния — 12 октября 1941, Вязьма, Смоленская область) — один из организаторов подпольной борьбы и партизанского движения в Белоруссии, государственный и партийный деятель БССР.

## Биография
Родился в деревне Щипичевщина (ныне — в Котельничском районе Кировской области).
Впервые попал на фронт во время первой мировой, воевал на Западном фронте. На себе ощутил все тяготы войны, увлёкся идеями марксизма, попал в список «политически ненадёжных» бойцов. В феврале 1917 года в окопах под Бобруйском он узнал о победе Февральской революции и с этого момента активно включился в политическую жизнь страны. Вёл среди солдат активную пропаганду идей большевизма. В начале 1918 года вступил в партию, участвовал в гражданской войне.
В 1921 году вернулся в родную деревню и организовал там коммунистическую ячейку из батраков и бедноты. Был избран председателем Котельничского горсовета. Поступил в Промышленную академию в Москве, но окончить обучение не удалось — в 1933 году его назначили начальником политотдела совхоза в Западно-Сибирском крае.
В 1937 году по распоряжению ЦК ВКП(б) назначен на пост председателя Минского городского совета. Многое сделал для благоустройства столицы, часто бывал на важных строительных объектах, в цехах, больницах и школах. В этом же году становится депутатом Верховного Совета СССР. Руководит строительством оборонительных рубежей и военных предприятий. Позже назначен на пост наркома торговли БССР и заместителя председателя СНК БССР.
С марта 1941 года — секретарь ЦК КП(б)Б. Занимался мобилизацией военнослужащих, организацией эвакуации населения, вывозом в тыл документов, материальных ценностей и оборудования. После того как под натиском фашистов пришлось оставить Минск, продолжал заниматься этим в Могилеве, Витебске, Гомеле.
Ванеев стоял у истоков партизанского движения на территории Белоруссии. По его рекомендациям в тыл противника были отправлены будущие крупные организаторы и руководители партизанского движения: Корж, Бумажков, Марков, Шмырёв, Клещёв и многие другие.
23 июля 1941 года был назначен бригадным комиссаром, членом Военного совета 19-й армии Западного фронта и участвовал в оборонительных боях под Витебском, Смоленском, Вязьмой. Попал в окружение. При прорыве вражеского кольца был во главе одной из ударных групп. 13 октября 1941 года, когда прорыв был почти завершён, его жизнь оборвалась — отважный командир погиб в бою.

## Награды
16 сентября 1943 года за заслуги в организации партизанского движения в Белоруссии, героизм и мужество, проявленные в борьбе с врагом, Владимир Ванеев посмертно был награждён орденом Ленина.

## Память
Именем Владимира Ванеева названа улица и площадь в Ленинском, Партизанском и Заводском районах г. Минска.